# Movri
Movri (in greco Μόβρη?) è un ex comune della Grecia nella periferia della Grecia Occidentale (unità periferica dell'Acaia) con 5 106 abitanti secondo i dati del censimento 2001.
È stato soppresso a seguito della riforma amministrativa, detta Programma Callicrate, in vigore dal gennaio 2011 ed è ora compreso nel comune di Dytiki Achaia.

## Località
Movri è suddiviso nelle seguenti comunità (i nomi dei villaggi tra parentesi):
- Fragka (Fragka, Spaneika, Tsakonika)
- Kareika (Kareika, Gomosto, Karamesineika, Rachi)
- Krinos
- Limnochori (Limnochori, Kalamaki, Kato Limnochori, Paralia Kalamakiou)
- Myrtos (Myrtos, Giouleika, Pournari)
- Sageika (Sageika, Apostoli, Bouteika, Gerouseika, Vrachneika, Stathmos)